# Stejaru (okręg Mehedinți)
Stejaru – wieś w Rumunii, w okręgu Mehedinți, w gminie Corcova. W 2011 roku liczyła 459 mieszkańców.